# Playa Larga (Ushuaia)
Playa Larga es una playa de la ciudad de Ushuaia, Tierra del Fuego, Argentina. Su ubicación, a unos 3,5 km al este, sobre las costas del canal de Beagle marca su fácil accesibilidad. 
El área ha sido declarada Reserva Cultural y Natural, comprendiendo un tercio de Playa Chica y toda la Playa Larga, en una extensión aproximada de 24 hectáreas (ha)
Forma parte del Sistema Provincial de Áreas Naturales Protegidas (S.P.A.N.P.) establecido por la ley provincial n.º 272 en 1996 que incluye seis áreas naturales protegidas para la conservación de ecosistemas de la provincia.

## Topografía
Desde Punta Jones hasta Estancia Túnel la costa es abrupta con pendiente marcada hacia la línea de costa, tal cual lo verifica la toponimia a través de la Baliza Escarpados.
La vía de acceso es por la RN 3, pavimentada, hasta el acceso a la ruta provincial N.º 30, enripiada, que en su primer tramo permite el acceso vehicular hasta la Baliza Escarpados. A partir de ese punto se continúa en un sendero o huella que permite el paso del hombre, caballos o ganado cimarrón.
Presenta una secuencia de cinco niveles aterrazados, que se han desarrollado entre el nivel del mar y los 10 m de altura aproximadamente.
La presencia de la acumulación depósitos de sedimentos que presentan erosión eólica caracteriza a la zona. 
La primera terraza, cercana a la línea de costa, presenta depósitos vegetales, producto de la restinga de la marea, y cobertura vegetal. 
La playa, constituida de canto rodado, erosionado por la acción del viento, se mezcla con restos de seis tipos de moluscos reconocibles, en general en buen estado de conservación.

## El clima
El clima es frío húmedo. Las temperaturas medias anuales son de 6 °C, registrándose mínimas absolutas de -12 °C y máximas de 25 °C. El viento predominante en la zona es del sector oesudoeste, alineándose con el eje del Canal Beagle. Las precipitaciones rondan los 600 mm anuales, con un promedio de 30 nevadas al año.

## Identificación jurídica
El 27 de noviembre de 1997 se sanciona la Ley Provincial N.º 384 en la Legislatura de la provincia de Tierra del Fuego, Antártida e Islas del Atlántico Sur promulgándose el 16 de diciembre del mismo año. Esta ley crea la Reserva Cultural–Natural “Playa Larga”.
El artículo 2.º indica sus límites desde el tercio oriental de Playa Chica y toda Playa Larga. El límite Oeste de este predio queda aproximadamente sobre una línea imaginaria que une la estaca N.º 29 de la nueva traza de la Ruta Provincial N.º 30 con la estaca N.º 41 del plano de mensura catastral de la parcela rural 113F; el límite Sur queda demarcado por la propia línea de mareas; el límite Este es natural y demarcado por la confluencia de la ladera montañosa y la costa conformando el fin de extensión de la playa; el límite Norte será un trazado aproximadamente paralelo a la línea de la costa a unos doscientos cincuenta (250) metros ladera arriba. Este último quedará definido en la finalización de la Ruta Provincial N.º 30.
En su artículo 3.º se reconoce la creación en el marco de las prescripciones de la Ley Provincial N.º 272 con el objeto de proteger conservar y preservar los yacimientos arqueológicos descubiertos, ya que los mismos constituyen de por sí, el Patrimonio Cultural de la Provincia y por ende una fuente de información sobre los hábitos y costumbres de los grupos humanos que habitaron las costas del Canal Beagle.
El cuerpo normativo indica que “dentro de la Reserva se delimitarán Zonas de Uso Restringido y de Uso Controlado. 
Las Zonas Restringidas serán destinadas a la investigación de las culturas nómades canoeras del Canal Beagle. Las Zonas de Uso Controlado se destinarán a la investigación y visita pública con fines didácticos, culturales y turísticos.”
La Reserva es límite entre el ejido municipal, la administración provincial y del estado nacional. 
La cercanía de unos de los barrios residenciales más populosos de la ciudad de Ushuaia, desafía a los propios objetivos de conservación.